# Chilly-sur-Salins
Chilly-sur-Salins település Franciaországban, Jura megyében. Lakosainak száma 95 fő (2022. január 1.). Chilly-sur-Salins Ivory, La Châtelaine, Chaux-Champagny és Valempoulières községekkel határos.

## Népesség
A település népességének változása:
| Lakosok száma | 134  | 107  | 97   | 109  | 92   | 110  | 114  | 100  | 96   | 95   |
|               | 1968 | 1982 | 1990 | 2006 | 2013 | 2015 | 2017 | 2019 | 2020 | 2022 |